# Gmina związkowa Rülzheim
Gmina związkowa Rülzheim (niem. Verbandsgemeinde Rülzheim) – gmina związkowa w Niemczech, w kraju związkowym Nadrenia-Palatynat, w powiecie Germersheim. Siedziba gminy związkowej znajduje się w miejscowości Rülzheim.

## Podział administracyjny
Gmina związkowa zrzesza cztery gminy wiejskie:
1. Hördt
2. Kuhardt
3. Leimersheim
4. Rülzheim